# Фаунтин (Колорадо)
Фаунтин (енгл. Fountain) град је у америчкој савезној држави Колорадо.

## Демографија
По попису из 2010. године број становника је 25.846, што је 10.649 (70,1%) становника више него 2000. године.
| Група             | 2000.          | 2010.          |
| Белци             | 10.539 (69,3%) | 16.058 (62,1%) |
| Афроамериканци    | 1.328 (8,7%)   | 2.592 (10,0%)  |
| Азијати           | 306 (2,0%)     | 626 (2,4%)     |
| Хиспаноамериканци | 2.289 (15,1%)  | 5.003 (19,4%)  |
| Укупно            | 15.197         | 25.846         |